# Rhadinoceraea
Rhadinoceraea är ett släkte av steklar som beskrevs av Friedrich Wilhelm Konow 1886. Rhadinoceraea ingår i familjen bladsteklar.
Släktet innehåller bara arten Rhadinoceraea micans.